# Бозжанов Нурмухамед
Нурмухамед Бозжанов (жовтень 1906, аул № 24 Карабалицької волості Кустанайського повіту Тургайської області, тепер Костанайської області, Казахстан — загинув в авіакатастрофі 16 грудня 1944, тепер Казахстан) — радянський казахський діяч, голова Верховної ради Казахської РСР, 1-й секретар Алма-Атинського обласного комітету КП(б) Казахстану. Депутат Верховної ради Казахської РСР 1-го скликання. 

## Життєпис
Народився в родині селянина-бідняка. У 1919 році закінчив два класи початкової сільської школи в селі Денисівка Кустанайського повіту.
З травня 1919 по жовтень 1924 року — наймит у заможних селян в селі Денисівка Кустанайського повіту. У 1922 році вступив до комсомолу.
У жовтні 1924 — серпні 1926 року — курсант Кустанайської окружної школи радянського та партійного будівництва.
У серпні 1926 — серпні 1929 року — інструктор Карабалицького районного комітету Спілки сільськогосподарських робітників в урочищі Тасти-Узяк Кустанайського округу Казакської АРСР.
Член ВКП(б) з квітня 1928 року.
У серпні 1929 — серпні 1930 року — відповідальний секретар Карабалицького районного комітету ВЛКСМ Кустанайського округу.
У серпні 1930 — травні 1931 року — оргінструктор Джетигаринського районного комітету ВКП(б) в урочищі Джаїльма Казакської АРСР, заступник голови Джетигаринської районної колгоспспілки.
З травня по листопад 1931 року — секретар партійної колегії Каратальської районної контрольної комісії ВКП(б) і робітничо-селянської інспекції.
У листопаді 1931 — березні 1932 року — слухач курсів партійного активу (ЦВК) в місті Алма-Аті.
У березні 1932 — червні 1933 року — секретар партійного комітету ВКП(б) Октябрського вівцерадгоспу № 8 Казакської АРСР.
У червні 1933 — квітні 1934 року — завідувач організаційного відділу Октябрського міськрайонного комітету ВКП(б) Казакської АРСР.
У квітні — вересні 1934 року — заступник секретаря Каратальського районного комітету ВКП(б) Алма-Атинської області.
У вересні — грудні 1934 року — 2-й секретар Кастецького районного комітету ВКП(б) Алма-Атинської області.
У грудні 1934 — вересні 1935 року — голова виконавчого комітету Кастецької районної ради Алма-Атинської області.
У вересні 1935 — квітні 1938 року — слухач Казахського інституту марксизму-ленінізму в місті Алма-Аті.
У квітні 1938 — вересні 1939 року — 2-й секретар Північно-Казахстанського обласного комітету КП(б) Казахстану.
У вересні 1939 — вересні 1944 року — заступник завідувача організаційно-інструкторського відділу ЦК КП(б) Казахстану; заступник завідувача відділу кадрів ЦК КП(б) Казахстану.
Одночасно, 25 вересня 1939 — 16 грудня 1944 року — голова Верховної ради Казахської РСР.
У вересні — 16 грудня 1944 року — 1-й секретар Алма-Атинського обласного комітету КП(б) Казахстану.
16 грудня 1944 року загинув в авіакатастрофі. Похований на Центральному цвинтарі міста Алмати.

## Нагороди
- орден Трудового Червоного Прапора
- медалі